# المقاطعة البريطانية بالقارة القطبية الجنوبية

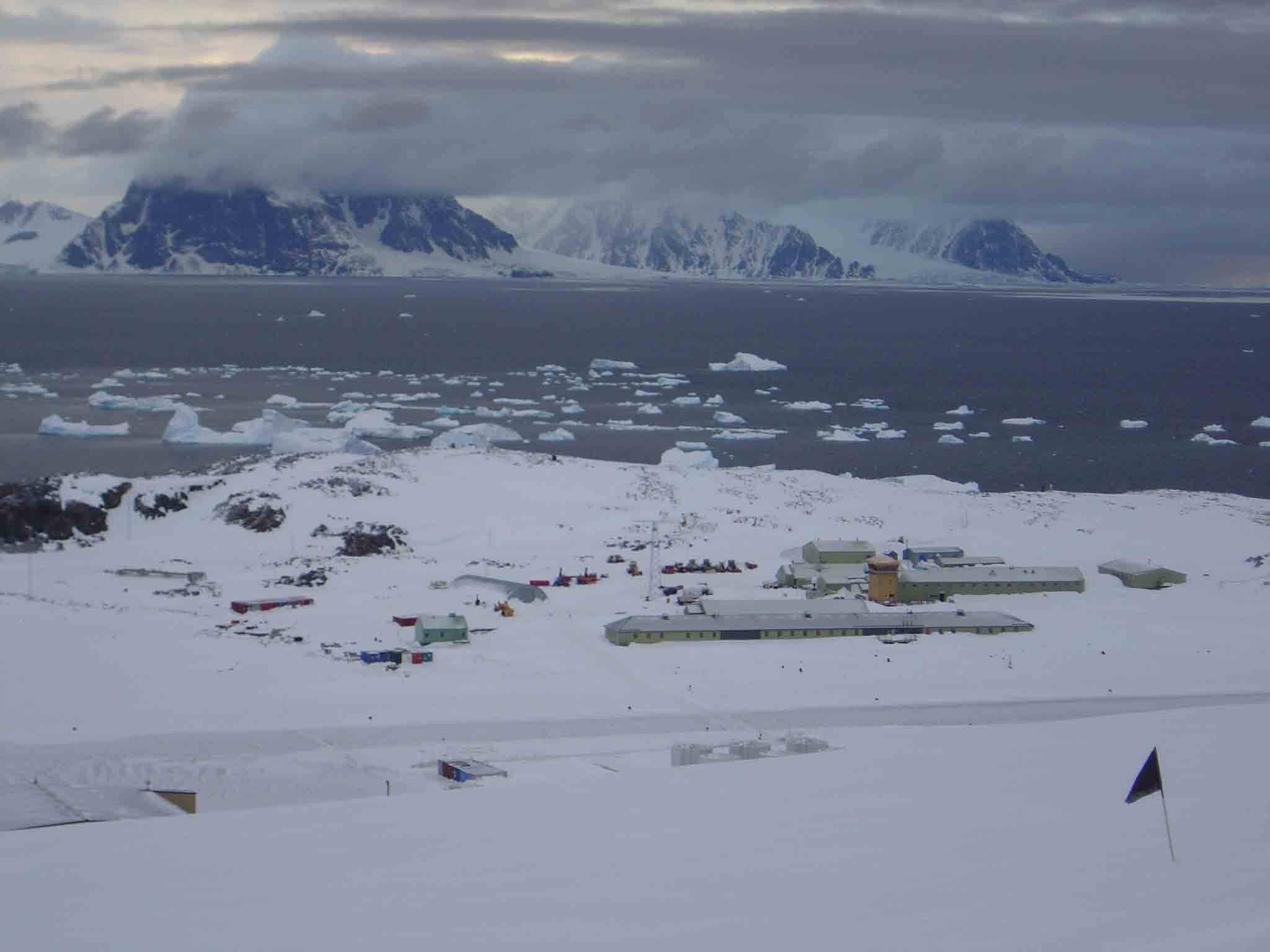

المقاطعة البريطانية بأنتاركتيكا هي إقليم من القارة القطبية الجنوبية (انتاركتيكا) عاصمتها روثيرا. تطالب بها المملكة المتحدة بوصفها واحدة من الأقاليم البريطانية فيما وراء البحار. وهذه المنطقة تقع اسفل خط عرض 60 درجة جنوبا ووبين خطى طول 20 و80 درجة غربا. هذه المنطقة على شكل وتد ومساحتها الاجمالية 1,709,400 كيلو متر مربع (660,003 ميل مربع). تم تشكيل هذا الإقليم في 3 مارس / اذار 1962. لقد قامت المملكة المتحدة بالمطالبة بهذا الجزء من القارة القطبية الجنوبية وارسلت خطابات براءة اختراع عام 1908 وعام 1917 لتضم هذه المنطقة والتي تضم في داخلها ثلاثة كانت مقسمة من قبل البريطانيين قبل عام 1962 وكانت أيضا تضم جزر فوكلاند التي تضم في داخلها جزر أرض غراهام، جزر أوركني الجنوبية، وجزر شيتلاند الجنوبية.